# WTA Zürich

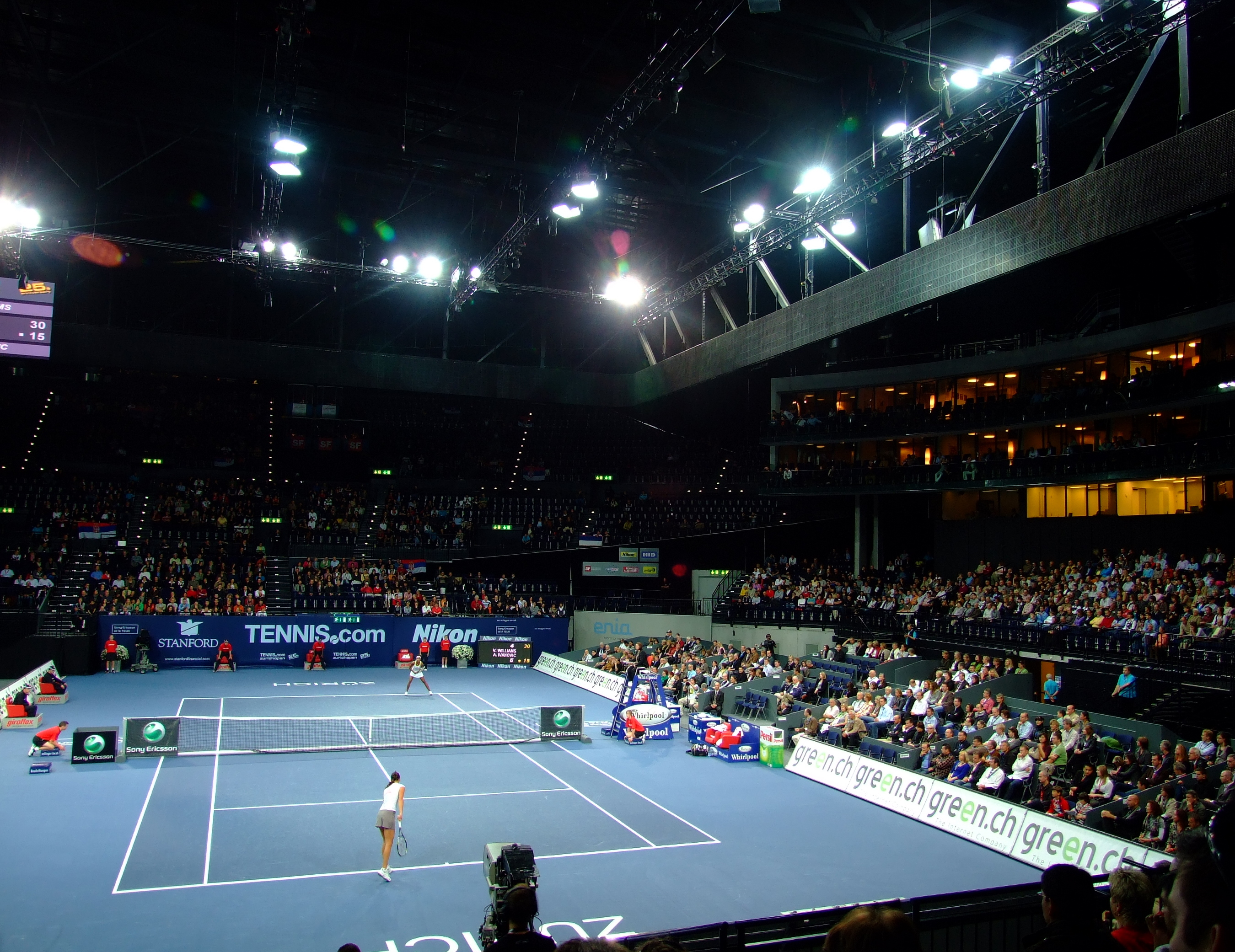
Spielszene 2008: Venus Williams gegen Ana Ivanović

Das WTA Zürich (offiziell: Tennis.com Zurich Open) war ein Damentennisturnier der WTA Tour, das von 1984 bis 2008 jeweils im Oktober ausgetragen wurde. Das Turnier gehörte ab 1993 zum Kreis der Tier-I-Serie, der damals höchsten Kategorie nach den vier Grand-Slam-Turnieren. Das Preisgeld betrug 1,3 Mio. Dollar. Bei der letzten Austragung 2008 war das Turnier mit 600'000 Dollar dotiert und in der Kategorie Tier II gelistet, ab 2002 wurde auf Hartplätzen gespielt.

## Geschichte
1984 erhielt Zürich sein erstes WTA-Turnier, die European Indoors in der Zürcher Saalsporthalle. Wegen Platzmangels wurde es von 1997 bis 2004 in Kloten im Schluefweg ausgetragen, ab 1998 unter dem Namen Swisscom Challenge. 2005 kehrte die Veranstaltung unter dem Motto «The girls are back in town» als Zurich Open in das renovierte Hallenstadion nach Zürich zurück. 2008 fand dann die 25. und vorerst letzte Ausgabe statt.
Rekordsiegerin mit sechs Turniersiegen ist Steffi Graf. Siegerinnen aus der Schweiz waren Manuela Maleeva-Fragnière (1993), Martina Hingis (2000) und Patty Schnyder (2002).
Von 2010 bis 2012 wurde in der Saalsporthalle Zürich unter dem Namen «Zurich Open» ein Turnier der ATP Champions Tour ausgetragen.

## Siegerliste

### Einzel
| Jahr                    | Siegerin                  | Finalgegnerin        | Ergebnis        |
| ----------------------- | ------------------------- | -------------------- | --------------- |
| 1984                    | Zina Garrison             | Claudia Kohde-Kilsch | 6:1, 0:6, 6:2   |
| 1985                    | Zina Garrison             | Hana Mandlíková      | 6:1, 6:3        |
| 1986                    | Steffi Graf               | Helena Suková        | 4:6, 6:2, 6:4   |
| 1987                    | Steffi Graf               | Hana Mandlíková      | 6:2, 6:2        |
| ↓ Kategorie: Tier IV ↓  |                           |                      |                 |
| 1988                    | Pam Shriver               | Manuela Maleewa      | 6:3, 6:4        |
| ↓ Kategorie: Tier III ↓ |                           |                      |                 |
| 1989                    | Steffi Graf               | Jana Novotná         | 6:1, 7:66       |
| ↓ Kategorie: Tier II ↓  |                           |                      |                 |
| 1990                    | Steffi Graf               | Gabriela Sabatini    | 6:3, 6:2        |
| 1991                    | Steffi Graf               | Nathalie Tauziat     | 6:4, 6:4        |
| 1992                    | Steffi Graf               | Martina Navratilova  | 2:6, 7:5, 7:5   |
| ↓ Kategorie: Tier I ↓   |                           |                      |                 |
| 1993                    | Manuela Maleeva-Fragnière | Martina Navratilova  | 6:3, 7:61       |
| 1994                    | Magdalena Maleewa         | Natallja Swerawa     | 7:5, 3:6, 6:4   |
| 1995                    | Iva Majoli                | Mary Pierce          | 6:4, 6:4        |
| 1996                    | Jana Novotná              | Martina Hingis       | 6:2, 6:2        |
| 1997                    | Lindsay Davenport         | Nathalie Tauziat     | 7:6, 7:5        |
| 1998                    | Lindsay Davenport         | Venus Williams       | 7:5, 6:3        |
| 1999                    | Venus Williams            | Martina Hingis       | 6:3, 6:4        |
| 2000                    | Martina Hingis            | Lindsay Davenport    | 6:4, 4:6, 7:5   |
| 2001                    | Lindsay Davenport         | Jelena Dokić         | 6:3, 6:1        |
| 2002                    | Patty Schnyder            | Lindsay Davenport    | 6:75, 7:68, 6:3 |
| 2003                    | Justine Henin-Hardenne    | Jelena Dokić         | 6:0, 6:4        |
| 2004                    | Alicia Molik              | Marija Scharapowa    | 4:6, 6:2, 6:3   |
| 2005                    | Lindsay Davenport         | Patty Schnyder       | 7:65, 6:3       |
| 2006                    | Marija Scharapowa         | Daniela Hantuchová   | 6:1, 4:6, 6:3   |
| 2007                    | Justine Henin             | Tatiana Golovin      | 6:4, 6:4        |
| ↓ Kategorie: Tier II ↓  |                           |                      |                 |
| 2008                    | Venus Williams            | Flavia Pennetta      | 7:61, 6:2       |

### Doppel
| Jahr                    | Siegerinnen                               | Finalgegnerinnen                     | Ergebnis        |
| ----------------------- | ----------------------------------------- | ------------------------------------ | --------------- |
| 1984                    | Andrea Leand Andrea Temesvári             | Claudia Kohde-Kilsch Hana Mandlíková | 6:1, 6:3        |
| 1985                    | Andrea Temesvári Hana Mandlíková          | Claudia Kohde-Kilsch Helena Suková   | 6:4, 3:6, 7:6   |
| 1986                    | Steffi Graf Gabriela Sabatini             | Lori McNeil Alycia Moulton           | 1:6, 6.4, 6:4   |
| 1987                    | Nathalie Herreman Pascale Paradis         | Jana Novotná Catherine Suire         | 6:3, 2:6, 6:3   |
| ↓ Kategorie: Tier IV ↓  |                                           |                                      |                 |
| 1988                    | Isabelle Demongeot Nathalie Tauziat       | Claudia Kohde-Kilsch Helena Suková   | 6:3, 6:3        |
| ↓ Kategorie: Tier III ↓ |                                           |                                      |                 |
| 1989                    | Jana Novotná Helena Suková                | Nathalie Tauziat Judith Wiesner      | 6:3, 3:6, 6:4   |
| ↓ Kategorie: Tier II ↓  |                                           |                                      |                 |
| 1990                    | Manon Bollegraf Eva Pfaff                 | Catherine Suire Dinky Van Rensburg   | 7:5, 6:4        |
| 1991                    | Jana Novotná Andrea Strnadová             | Zina Garrison Lori McNeil            | 6:4, 6:3        |
| 1992                    | Helena Suková Natallja Swerawa            | Martina Navratilova Pam Shriver      | 7:65, 6:4       |
| ↓ Kategorie: Tier I ↓   |                                           |                                      |                 |
| 1993                    | Zina Garrison-Jackson Martina Navratilova | Gigi Fernández Natallja Swerawa      | 6:3, 5:7, 6:3   |
| 1994                    | Manon Bollegraf Martina Navratilova       | Patty Fendick Meredith McGrath       | 7:63, 6:1       |
| 1995                    | Nicole Arendt Manon Bollegraf             | Chanda Rubin Caroline Vis            | 6:4, 6:74, 6:4  |
| 1996                    | Martina Hingis Helena Suková              | Nicole Arendt Natallja Swerawa       | 7:5, 6:4        |
| 1997                    | Martina Hingis Arantxa Sánchez Vicario    | Larisa Neiland Helena Suková         | 4:6, 6:4, 6:1   |
| 1998                    | Serena Williams Venus Williams            | Mariaan de Swardt Olena Tatarkowa    | 5:7, 6:1, 6:3   |
| 1999                    | Lisa Raymond Rennae Stubbs                | Nathalie Tauziat Natallja Swerawa    | 6:2, 6:2        |
| 2000                    | Martina Hingis Anna Kurnikowa             | Kimberly Po Anne-Gaëlle Sidot        | 6:3, 6:4        |
| 2001                    | Lindsay Davenport Lisa Raymond            | Sandrine Testud Roberta Vinci        | 6:3, 2:6, 6:2   |
| 2002                    | Jelena Bowina Justine Henin               | Jelena Dokić Nadja Petrowa           | 6:2, 7:62       |
| 2003                    | Kim Clijsters Ai Sugiyama                 | Virginia Ruano Pascual Paola Suárez  | 7:63, 6:2       |
| 2004                    | Cara Black Rennae Stubbs                  | Virginia Ruano Pascual Paola Suárez  | 6:4, 6:4        |
| 2005                    | Cara Black Rennae Stubbs                  | Daniela Hantuchová Ai Sugiyama       | 6:76, 7:64, 6:3 |
| 2006                    | Cara Black Rennae Stubbs                  | Liezel Huber Katarina Srebotnik      | 7:5, 7:5        |
| 2007                    | Květa Peschke Rennae Stubbs               | Lisa Raymond Francesca Schiavone     | 7:5, 7:61       |
| ↓ Kategorie: Tier II ↓  |                                           |                                      |                 |
| 2008                    | Cara Black Liezel Huber                   | Anna-Lena Grönefeld Patty Schnyder   | 6:1, 7:63       |